# Frankie Muniz
Francisco Muniz IV, detto Frankie (Wood-Ridge, 5 dicembre 1985), è un attore statunitense, noto per aver interpretato il protagonista della sitcom televisiva Malcolm.

## Biografia
Muniz è nato il 5 dicembre 1985 a Wood-Ridge, nel New Jersey. Suo padre, Francisco III, era un ristoratore e sua madre, Denise, era un'infermiera. Suo padre è portoricano, di origine spagnola (dalle Asturie), e sua madre è di origini italiane e irlandesi.
In ambito cinematografico, ha preso parte ai film Agente Cody Banks, nel quale aveva il ruolo di co-protagonista assieme ad Hilary Duff, Agente Cody Banks 2 - Destinazione Londra, Big Fat Liar e Stay Alive.
Nel 2005 ha vinto la gara delle stelle di contorno al Gran Premio Champ Car di Long Beach, e da quel momento Frankie decide di passare alla carriera automobilistica. Dopo aver corso nel 2006 le finali del Renault World Series, l'anno seguente Frankie è stato ingaggiato da una squadra di Champ Car Atlantic, serie propedeutica alla Champ Car. Nel 2012 è entrato a far parte della band Kingsfoil come batterista.

## Vita privata
Nel 2018 si è fidanzato con l'attrice Paige Price; i due si sono sposati il 21 febbraio 2020.
Nel 2017 ebbe ampio risalto un'intervista a Entertainment Weekly durante la quale Muniz rivelò di aver subito diversi episodi di commozione cerebrale e piccoli ictus durante la sua infanzia: avrebbe quindi affermato che a causa di questi episodi soffrirebbe di amnesia e che non ricordava vari avvenimenti del suo passato, tra cui l'aver preso parte alla sitcom Malcolm. Anni dopo Muniz ridimensionò la cosa, sostenendo che non ricorderebbe molte delle cose che aveva fatto in quel periodo a causa della sua vita impegnata di attore-ragazzo, non essendo sicuro di quanto potessero aver contribuito le concussioni subite da piccolo, e che comunque in realtà non avrebbe sofferto di ictus (frutto di una errata diagnosi) ma di episodi di emicrania con aura.

## Filmografia

### Attore

#### Cinema
- Lost & Found, regia di Jeff Pollack (1999)
- Little Man, regia di Howard Libov – cortometraggio (1999)
- Il mio cane Skip (My Dog Skip), regia di Jay Russell (2000)
- Imprevisti di nozze (It Had to Be You), regia di Steven Feder (2000)
- Big Fat Liar, regia di Shawn Levy (2002)
- Deuces Wild - I guerrieri di New York (Deuces Wild), regia di Scott Kalvert (2002)
- Agente Cody Banks (Agent Cody Banks), regia di Harald Zwart (2003)
- Agente Cody Banks 2 - Destinazione Londra (Agent Cody Banks 2: Destination London), regia di Kevin Allen (2004)
- Stay Alive, regia di William Brent Bell (2006)
- Danny Roane: First Time Director, regia di Andy Dick (2006)
- My Sexiest Year, regia di Howard Himelstein (2007)
- Walk Hard - La storia di Dewey Cox (Walk Hard: The Dewey Cox Story), regia di Jake Kasdan (2007)
- Extreme Movie, regia di Adam Jay Epstein e Andrew Jacobson (2008)
- Pizza Man, regia di Joe Eckardt (2010)
- Another Day in Paradise, regia Jeffery Patterson (2016)
- The Black String, regia di Brian Hanson (2018)
- Half Baked: Totally High, regia di Michael Tiddes (2024)
- Renner, regia di Robert Rippberger (2025)

#### Televisione
- To Dance with Olivia, regia di Bruce Pittman – film TV (1997)
- What the Deaf Man Heard, regia di John Kent Harrison – film TV (1997)
- Spin City – serie TV, episodi 3x06-3x09 (1998)
- Sabrina, vita da strega (Sabrina, the Teenage Witch) – serie TV, episodio 3x16 (1999)
- Malcolm – serie TV, 151 episodi (2000-2006)
- Un trofeo per Justin (Miracle in Lane 2), regia di Greg Beeman – film TV (2000)
- Andy Dick Show (The Andy Dick Show) – serie TV, episodio 1x05 (2001)
- Titus – serie TV, episodio 3x12 (2002)
- The Nightmare Room – serie TV, episodi 1x12 e 1x13 (2002)
- Lizzie McGuire – serie TV, episodio 2x15 (2002) – se stesso
- Moville Mysteries – serie TV, 26 episodi (2002-2003)
- Criminal Minds – serie TV, episodio 3x10 (2007)
- L'uomo di casa (Last Man Standing) – serie TV, episodio 1x18 (2012)
- Non fidarti della str**** dell'interno 23 (Don't Trust the B---- in Apartment 23) – serie TV, episodio 2x01 (2012) – se stesso
- The Mysteries of Laura, 1 episodio (2015) - se stesso
- Sharknado 3 (Sharknado 3: Oh Hell No!), regia di Anthony Ferrante – film TV (2015)
- Preacher, 1 episodio (2017) - se stesso
- Dancing with the Stars, stagione 25 (2017) - se stesso e il contestante
- Misfit Garage, 1 episodio (2017) - se stesso
- Dancing with the Stars: Juniors (2018-oggi) - se stesso
- The Rookie – serie TV, episodio 3x07 (2021)
- New Amsterdam – serie TV, episodio 4x19 (2022)

### Doppiatore
- La carica dei 102: Cuccioli alla riscossa – videogioco (2000)
- Due fantagenitori (The Fairly OddParents) – serie animata, 27 episodi (2001-2003) – Chester McBadbat
- I Simpson (The Simpsons) – serie animata, episodio 12x18 (2001)
- Il dottor Dolittle 2 (Dr. Dolittle 2), regia di Steve Carr (2001)
- Fillmore! – serie animata, episodi 1x02-1x03 (2002)
- Clifford – serie animata, episodio 2x25 (2002)
- Striscia, una zebra alla riscossa (Racing Stripes), regia di Frederik Du Chau (2005)
- Choose Your Own Adventure: The Abominable Snowman, regia di Bob Doucette (2006)
- La leggenda della montagna incantata (The Legend of Secret Pass), regia di Steve Trenbirth (2010)

## Doppiatori italiani
Nelle versioni in italiano delle opere in cui ha recitato, Frankie Muniz è stato doppiato da:
- Alessandro Tiberi in Malcolm (st. 6-7), Agente Cody Banks 2 - Destinazione Londra
- Omar Vitelli in Deuces Wild - I guerrieri di New York, Sharknado 3
- Ilaria Latini in Malcolm (st. 1-5)
- Simone Crisari in Criminal Minds
- Mirko Mazzanti in Walk Hard - La storia di Dewey Cox
- Stefano Crescentini in Agente Cody Banks
- Alessio Puccio in Il mio cane Skip
- Lorenzo De Angelis in Big Fat Liar
- Emiliano Coltorti in Stay Alive
- Davide Perino in Lizzie McGuire

Da doppiatore è sostituito da:
- Nanni Baldini in Striscia - Una zebra alla riscossa, I Simpson
- Davide Perino in Due fantagenitori
- Flavio Aquilone in La leggenda della montagna incantata